# Симпсон, Джо

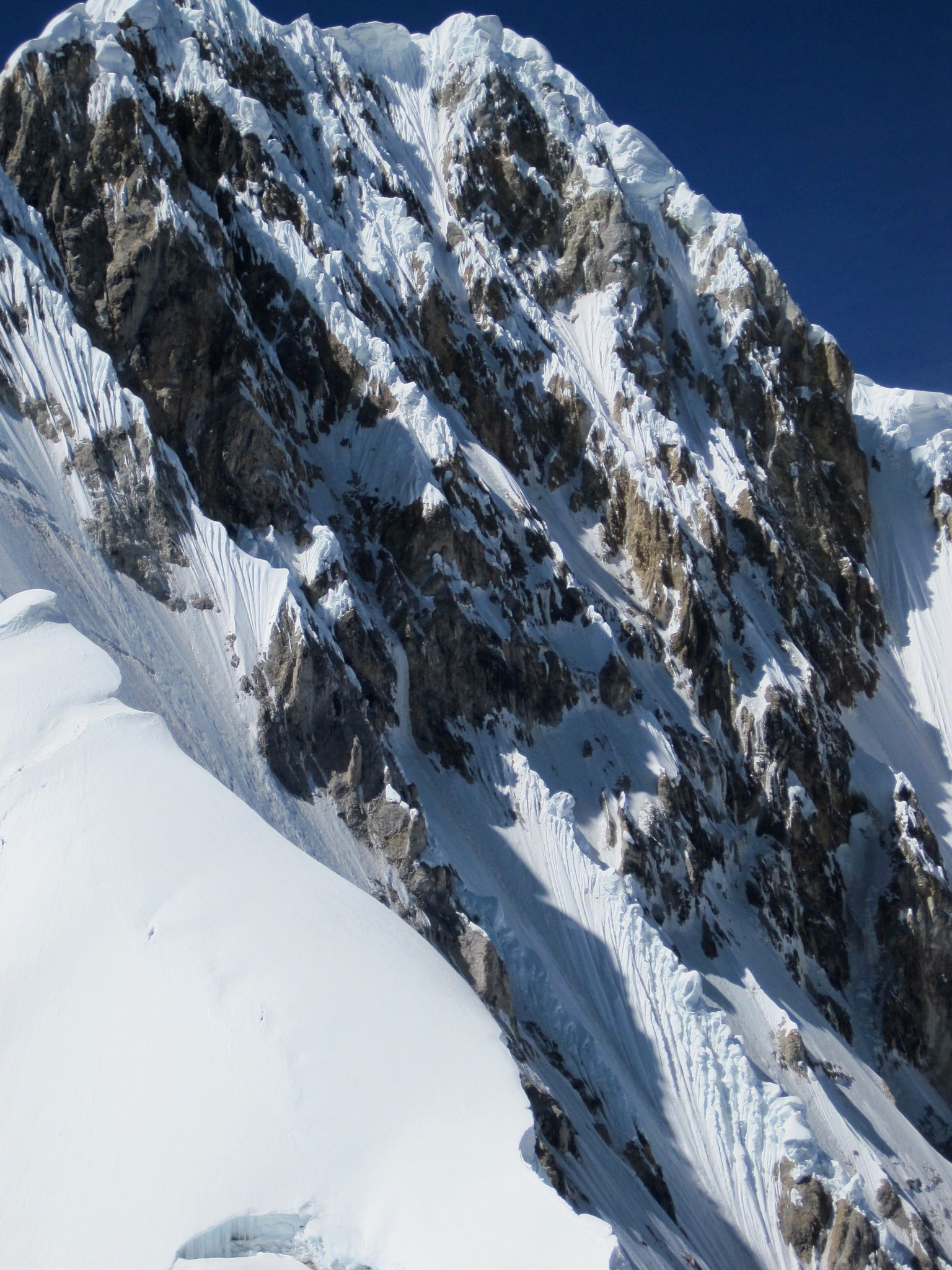
Западная стена Сиула-Гранде

Джо Симпсон (англ. Joe Simpson, род. 1960) — английский альпинист, писатель. Наибольшую известность получил после экранизации своей книги «Касаясь пустоты», в которой описана история его борьбы за жизнь во время восхождения на вершину Сиула-Гранде в Перуанских Андах.

## Краткая биография
Джо Симпсон родился в 1960 году в Малайзии. В 1968—1978 годах учился в школе Сэнт-Мартин в Северном Йоркшире, а затем в Эмплфорт Колледже (англ. Ampleforth College). В 1984 году окончил Эдинбургский университет по специализации английская литература и философия.
Джо увлёкся альпинизмом в юношеском возрасте после прочтения книги Генриха Харрера «Белый паук», посвященной прохождению Северной стены Эйгера. По его словам, с одной стороны «истории, рассказанные в этой книге могли бросить в дрожь любого», но с другой, «когда я думал об этом, то пришёл к мысли, что эти скалолазы были неглупыми людьми, и что должно быть что-то было в этом, если они были готовы рисковать». К окончанию университета у него за плечами были первовосхождение в Каракоруме и многочисленные восхождения в Альпах.
В 1985 году Джо Симпсон и его товарищ Саймон Йейтс предприняли попытку первопрохождения западной стены Сиула-Гранде (6 344 м) — одной из самых высоких вершин Перуанских Анд (высочайшая - Уаскаран, 6768 м). Они смогли достигнуть вершины, однако во время спуска по северному гребню в условиях штормовой погоды в результате срыва Джо получил тяжёлую травму правой ноги. Поскольку у них не было с собой бивачного снаряжения, еды, воды и т. д., и вынужденная остановка грозила смертью, Йейтс начал спускать Джо, но после очередного срыва последнего, в результате которого оба потеряли возможность двигаться дальше, Йейтс был вынужден обрезать связывавшую их верёвку. Джо упал с высоты более 12 метров в ледниковую трещину. Саймон, после нескольких часов поисков партнёра решил, что тот погиб, и спустился в базовый лагерь. Симпсон, выживший после падения, в течение нескольких суток без еды, питья, с тяжелейшей травмой смог самостоятельно спуститься с горы.
По возвращении на родину в течение нескольких последующих лет он был фактически прикован к постели, перенёс целый ряд сложных хирургических операций, начал писать. В 1988 году была опубликована его первая книга «Касаясь пустоты» (англ. Touching the Void, в соавторстве с Йейтсом), которая разошлась тиражом более 300 000 экземпляров и была переведена на 14 языков (всего продано более полутора миллионов экземпляров на 20-ти языках). В 1991 году увидела свет его новелла «Люди воды» (англ. Water People), в 1994-м «Игра духов» (англ. This Game of Ghosts), позже «Когда падают тени» (англ. Dark Shadows Falling) (1998), «Манящее безмолвие» (англ. The Beckoning Silence) (2003) (в этом же году удостоенная Национальной премии National Outdoor Book Award). В 2004 году Симпсон написал «Штормы безмолвия» (англ. Storms of Silence), а 2011-м издал «Звук опасности» (англ. The Sound of Gravity).
В 2003 году книга «Касаясь пустоты» была экранизирована под одноимённым названием режиссёром Кевином Макдональдом. Фильм получил награду национальной кинопремии BAFTA, был переведён на 23 языка, разошёлся в мире тиражом более двух миллионов копий. В 2007 году книга Симпсона «Манящее безмолвие» была экранизирована Луизом Осмондом. Работа получила международную премию «Эмми» в номинации «Лучший документальный фильм».
После травмы, полученной в 1985 году, по прогнозам врачей, Джо не мог больше ходить. Однако он смог восстановиться и вернуться в альпинизм. В 1991 году во время восхождения на вершину Пачермо в Непале он после срыва упал с высоты 200 метров, получил тяжёлую травму правой ноги и практически лишился носа (события этого восхождения легли в основу книги «Игра духов»). В течение 2000—2003 годов Джо предпринял шесть попыток восхождения по Северной стене Эйгера, но каждый раз погода вынуждала его отступить. Во время одного из восхождений в 2000 году у него на глазах со стены лавиной были сметены двое восходителей. В 2009 году Симпсон прошёл новый соло маршрут по юго-западной стене Мера-Пик (6470 м) в Непале, который он назвал «In Memoriam» в память о погибших товарищах Мале Даффе (партнёре по восхождению 1991 года) и Яне Таттерселле.